# Cerradomys vivoi
Cerradomys vivoi (Серадоміс Віво) — вид південноамериканських гризунів з родини Хом'якові (Cricetidae). Ендемік Бразилії, де він може бути знайдений в штатах Сержипі, Баїя і Гояс. Раніше був включений в Cerradomys subflavus. Цей вид названий на честь доктора Маріо де Віво, куратора ссавців порт. Museu de Zoologia da Universidade de Sa ˜o Paulo, за його видатний внесок у розвиток мамології в Бразилії.

## Опис
Cerradomys vivoi характеризується середніми розмірами тіла, коротким і густим спинним волосяним покривом, спинна шерсть помаранчевого кольору з вкрапленнями коричневого, голова сіруватого кольору, черево сірувате або злегка жовтувате. Череп з довгими і широкими основно-піднебінний порожнина. Піднебінні ямки глибокі. Має унікальну формулу хромосом (2n = 50, FN = 62-64).